# Raymond Elseviers
Raymond Elseviers, né le 10 novembre 1914 à Erps-Kwerps et mort le 10 août 1999 à Bonheiden , est un artiste belge. Peintre, il est aussi l’auteur, depuis les années 1950 jusqu’aux années 1980, de nombreuses affiches de cinéma signées « Ray ». Il réalise également des panneaux peints pour les salles de cinéma, et travaille avec Edmond Jamoulle.

## Affiches de cinéma
Caractéristiques des conditions propres au marché belge de la diffusion cinématographique, les affiches réalisées par « Ray » sont bilingues français / néerlandais. Les titres en français des films diffusés en Belgique peuvent différer des titres adoptés pour le marché français.
Les compositions de Raymond Elseviers sont souvent complexes ; le style graphique est généralement basé sur les codes d’une figuration réaliste, à la facture très picturale : ce style se rattache à la pratique en usage au XXe siècle de grandes publicités murales peintes directement par les artistes sur des panneaux en façade des salles de cinéma.
- 1958 :
  - Gigi, de Vincente Minnelli

### Années 1960
- 1960 : L'Enfer de Saïpan / De Hel van Saïpan, de Phil Karlson
- 1961 :
  - Les Années de feu / Vlammende Jaren, de Ioulia Solntseva
  - Retour à Peyton Place / De Terugkeer naar Peyton Place, de José Ferrer
- 1962 :
  - Lawrence d'Arabie / Lawrence van Arabie, de David Lean
  - Les jours sont comptés / De dagen zijn geteld, d'Elio Petri
  - Les Séquestrés d'Altona / De Gekluisterden van Altona, de Vittorio De Sica
  - Qu'est-il arrivé à Baby Jane ? / Wat is er toch van Baby Jane terecht gekomen ?, de Robert Aldrich
  - Sensualité / Sensualiteit, de George Cukor
- 1963 :
  - Le Grand Duc et l'Héritière / De Groothertog en de Erfgename, de David Swift
  - Station Six-Sahara, de Seth Holt
  - Un dimanche à New York / Een zondag in New York, de Peter Tewksbury
- 1964 :
  - Beauty Jungle, de Val Guest
  - Becket, de Peter Glenville
  - Chère Brigitte / Lieve Brigitte, de Henry Koster
  - Dingaka, de Jamie Uys
  - En arrière… Marche ! / Achteruit… Mars !, de George Marshall
  - La Chute de l'Empire romain / De Val van het Romeinse Rijk, de Anthony Mann
  - La Conquête de l'Ouest / De Verovering van het Westen, de Henry Hathaway
  - La Nuit de l'iguane / De Nacht van de Leguaan, de John Huston
  - La Rancune / Het Bezoek, de Bernhard Wicki
  - Les Cheyennes / De Cheyennes, de John Ford
  - Les Profiteurs / De Profiteurs, d'Edward Dmytryk
  - L'Insoumis / De Rebel, d’Alain  Cavalier
  - Patate, de Robert Thomas
  - Rio Conchos, de Gordon Douglas
  - Trois Filles à Madrid / Drie Meisjes te Madrid, de Jean Negulesco
  - Un monsieur de compagnie / Een Voornaam Heerschap, de Philippe de Broca
  - Zorba le Grec / Zorba de Griek, de Michael Cacoyannis
- 1965 :
  - Berceuse pour un massacre / Wiegelied voor een Vermoorde, de Robert Aldrich
  - Cat Ballou, de Elliot Silverstein
  - Comment marier sa femme ? / Hoe zijn vrouw te trouwen ?, de Jack Donohue
  - Daisy Clover la jeune rebelle / Daisy Clover de jonge oproermaakster, de Robert Mulligan
  - Espionnage à Bangkok pour U-92 / Spionage te Bangkok voor U-92, de Manfred R. Köhler et Alberto Cardone
  - Ipcress, danger immédiat / Ipcress, ogenblikelijk gevaar, de Sidney J. Furie
  - La Grande Course autour du monde / De Grootste Race rond de wereld, de Blake Edwards
  - La Rage au corps / In het zog van het geweld, de Robert Mulligan
  - La Rançon / Premie voor een hoofd, de Serge Bourguignon
  - Le Saboteur / De Saboteur, de Bernhard Wicki
  - L'Encombrant Mister John / De Onmogelijke Mister John, de J. Lee Thompson
  - Les Aigles noirs de Santa Fé / De Zwarte Arends van Santa Fe, de Ernst Hofbauer
  - Les Aventures amoureuses de Moll Flanders / De Liefde's Avonturen van Moll Flanders, de Terence Young
  - L'Espion qui venait du froid / Spion aan de muur, de Martin Ritt
  - L'Extase et l'Agonie, de Carol Reed
  - L'Île des braves / De Roes der Dapperen, de Frank Sinatra
  - Lord Jim, de Richard Brooks
  - Major Dundee, de Sam Peckinpah
  - Murieta, de George Sherman
  - Ne pas déranger SVP / Niet storen AUB, de Ralph Levy
  - Pleins feux sur la Jamaïque / Vuur en vlam over Jamaïca, d'Alexander Mackendrick
  - Segunda Luna de Miel, de Jack Donohue
  - The Sound of Music / Muziek in het Hart, de Robert Wise
  - Trafic à Beyrouth / Trafiek te Beiroet, de Peter Bezencenet
  - Un coin de ciel bleu / Een Hoekje van de hemel, de Guy Green
  - Von Ryan's Express, de Mark Robson
- 1966 :
  - Arabesque, de Stanley Donen
  - Banco pour un escroc / Banco voor een Oplichter, de Jack Smight
  - Barbouze chérie, de José María Forqué
  - Batman, de Leslie H. Martinson
  - Beau Geste, de Douglas Heyes
  - Big Boy, de Francis Ford Coppola
  - Chaque mercredi / Iedere woensdag, de Robert Ellis Miller
  - Comment voler un million de dollars / Hoe steel ik een miljoen dollars, de William Wyler
  - Derek Flint contre Galaxy / Derek Flint tegen Galaxy, de Daniel Mann
  - Détective privé / Prive Detective, de Jack Smight
  - El Dorado, de Howard Hawks
  - El Greco, de Luciano Salce
  - Grand Prix, de John Frankenheimer
  - Guerre et Paix 2eme partie / Oorlog en Vrede 2e deel, de Sergueï Bondartchouk
  - Hold-up à la carte, de Fielder Cook
  - La Bataille des Ardennes / Battle of the Bulge, de Ken Annakin
  - La Canonnière du Yang-Tsé / De Kanonnerboot van de Yang-Tse, de Robert Wise
  - La Chambre des horreurs / De Gruwelkamer, de Hy Averback
  - La Poursuite impitoyable / De Jacht, de Arthur Penn
  - Lady L., de Peter Ustinov
  - Le Château des monstres / Kasteel voor Monsters, de Herbert J. Leder
  - Le Scandale de la Villa Fiorita / Het Schandaal van de Villa Fiorita, de Delmer Daves
  - Le Secret du rapport Quiller / Het Quiller Memorandum, de Michael Anderson
  - Le Voyage fantastique / De Fantastische Reis, de Richard Fleischer
  - Les Centurions / De Centurio's, de Mark Robson
  - Les malabars sont au parfum / De Malabars zijn op de hoogte, de Guy Lefranc
  - Les Professionnels / Mannen van het vak, de Richard Brooks
  - L'Homme à la tête fêlée / De Man die niet goed wijs was, de Irvin Kershner
  - Lutring, réveille-toi et tue ! / Lutring, ontwaak en sterf !, de Carlo Lizzani
  - Modesty Blaise, de Joseph Losey
  - Parmi les vautours / De Gang der Aasgieren, d’Alfred Vohrer
  - Qui a peur de Virginia Woolf ? / Wie is er bang voor Virginia Woolf ?, de Mike Nichols
  - Ringo Kid, de Gordon Douglas
  - Sursis pour une nuit / Uitstel voor een nacht, de Robert Gist
  - Surtout pas avec ma femme / Vooral niet met mijn vrouw, de Norman Panama
  - Une fois avant de mourir / Eenmaal voor ik sterf, de John Derek
- 1967 :
  - Bonnie et Clyde / Bonnie en Clyde, d'Arthur Penn
  - Camelot, de Joshua Logan
  - Chantage au meurtre / Afdreiging door moord, de Sidney J. Furie
  - Chaque chose en son temps / Alles op zijn tijd, de John Boulting et Roy Boulting
  - Chef de patrouille / Patrouille Leider, de Christian Nyby
  - Comment j'ai gagné la guerre / Hoe ik de oorlog won, de Richard Lester
  - Cosa nostra ennemi n°1 du FBI / Cosa nostra aartsvijand van de FBI, de Don Medford
  - Coup de gong à Hong Kong / Gongslag te HongKong, de Jürgen Roland
  - Douze Salopards / Een Dozijn Ploerten, de Robert Aldrich
  - F comme Flint / F zoals Flint, de Gordon Douglas
  - Guide pour mari volage / Gids voor de getrouwde man, de Gene Kelly
  - La Ceinture de chasteté / De Kuisheids-gordel, de Pasquale Festa Campanile
  - La mort était au rendez-vous, de Giulio Petroni
  - La Nuit des généraux / De Nacht van de Generaals, d'Anatole Litvak
  - La Vallée des poupées / De Val naar de Top, de Mark Robson
  - Le Grand Duel / Het Hevig Duel, de Ken Annakin
  - Le Grenier hanté / De Spookzolder, de David Greene
  - Le Massacre de la Saint-Valentin / Het Bloedbad of Sint-Valentijnsdag, de Roger Corman
  - Le Point de non-retour / Het Dode Punt, de John Boorman
  - Le Renard / De Vos, de Mark Rydell
  - L'Extravagant Doctor Dolittle / De Extravagante Doctor Dolittle, de Richard Fleischer
  - Luke la main froide / Luke de koude hand, de Stuart Rosenberg
  - Maroc 7, de Gerry O'Hara
  - O Salto, de Christian de Chalonge
  - Objectif Lune / Objectief Maan, de Robert Altman
  - Pacte avec la mort / Verdrag met de dood, de Lamont Johnson
  - Reflets dans un œil d'or / Weerschijn in een Gouden Oog, de John Huston
  - Sept fois femme / Zeven maal vrouw, de Vittorio De Sica
  - Seule dans la nuit / Wacht tot het donker wordt, de Terence Young
  - Tony Rome est dangereux / Tony Rome is gevaarlijk, de Gordon Douglas
  - Un hold-up extraordinaire / Gambit, de Ronald Neame
  - Une sacrée fripouille / Een duvelse schelm, de Irvin Kershner
- 1968 :
  - Boom, de Joseph Losey
  - Bullitt, de Peter Yates
  - Chubasco, de Allen H. Miner
  - Dracula sort du tombeau / Dracula rijst uit het graf, de Freddie Francis
  - Duel dans le Pacifique / Tweegevecht in de Stille Zuidzee, de John Boorman
  - La Belle et le Cavalier / De Prins et de verleidelijke Heks, de Francesco Rosi
  - La Brigade du diable / De Duivel's Brigade, de Andrew V. McLaglen
  - La Chamade / De Chamade, d'Alain Cavalier
  - La Charge de la brigade légère / De Charge van de lichte brigade, de Tony Richardson
  - La Grande Catherine / Keizerin Katharina, de Gordon Flemyng
  - La Planète des singes / De Apenplaneet, de Franklin J. Schaffner
  - La Puce à l'oreille, de Jacques Charon
  - La Souricière / De Briljante Valstrik, de Bryan Forbes
  - La Vallée du bonheur / De Vallei van het geluk, de Francis Ford Coppola
  - L'Amant de novembre / De Minnaar van november, de Robert Ellis Miller
  - Le Baiser papillon / De Vlinderkus, de Hy Averback
  - Le Démon des femmes / Van de duivel bezeten, de Robert Aldrich
  - Le Détective / De Detective, de Gordon Douglas
  - Le Sergent / De Sergeant, de John Flynn
  - Les Cinq Hors-la-loi / De 5 Oproerzaaiers, de Vincent McEveety
  - L'Heure du loup / Het Uur van de Wolf, d'Ingmar Bergman
  - Petulia, de Richard Lester
  - Prudence et la Pilule / De Schulp van de pil, de Fielder Cook et Ronald Neame
  - Rachel, Rachel, de Paul Newman
  - Star!, de Robert Wise
  - Tous les coups sont permis / Alle slagen toegelaten, de Harvey Hart
  - Une Fille en ciment / Een meisje in cement, de Gordon Douglas
- 1969 :
  - Che !, de Richard Fleischer
  - Goodbye, Mr Chips, de Herbert Ross
  - Histoire d'un meurtre / Geschiedenis van een moord, de Robert Sparr
  - La Folle de Chaillot / De Zottin van Chaillot, de Bryan Forbes
  - La Horde sauvage / De Wilde Bende, de Sam Peckinpah
  - La Vallée des monstres / De Vallei van de monsters, de Jim O'Connolly
  - L'Arrangement / Het Vergelijk, d'Elia Kazan
  - Le Retour de Frankenstein / Frankenstein komt terug, de Terence Fisher
  - Les Belles Années de miss Brodie / De Beste Jaren van Miss Brodie, de Ronald Neame
  - Les Damnés / De Verdoemden, de Luchino Visconti
  - Les Géants de l'Ouest / De Reuzen van het Westen, de Andrew V. McLaglen
  - Les Gens de la pluie / De Regenmensen, de Francis Ford Coppola
  - L'Homme le plus dangereux du monde / De Gevaarlijkste Man in de Wereld, de J. Lee Thompson
  - Meurtre à petites doses / Moord met kleine dosissen, de Tito Davison
  - More, de Barbet Schroeder
  - On achève bien les chevaux / Ook paarden worden afgeslacht, de Sydney Pollack
  - Un homme fait la loi / De man die de wet stelt, de Burt Kennedy

### Années 1970
- 1970 :
  - Cable Hogue, de Sam Peckinpah
  - Chisum, de Andrew V. McLaglen
  - Cinq Hommes armés / Het Kommando der 5, de Don Taylor et Italo Zingarelli
  - De l'or pour les braves / Goud voor de helden, de Brian G. Hutton
  - Des fraises et du sang / Bloedige Aardbeien, de Stuart Hagmann
  - Gejaagd door de Wind, de Victor Fleming
  - La belle se joue à Las Vegas / Hartentroef in Las Vegas, de George Stevens
  - La Promesse de l'aube / De Belofte van de Dageraad, de Jules Dassin
  - Le Reptile / Het Reptiel, de Joseph L. Mankiewicz
  - L'Homme qui sortait du bagne / De man die het bagno verliet, de Philip Leacock
  - Soldier blue, de Ralph Nelson
- 1971 :
  - La Tarentule au ventre noir / De Zwarte Tarantula, de Paolo Cavara
  - Le Bon Dieu sans confession / De Pierewaaier, de John Erman
  - Les Évadés de la planète des singes / De Onsnapten van de Apen-planeet, de Don Taylor
  - Les Nuits rouges de Harlem / De Hete Nachten van Harlem, de Gordon Parks
  - Point limite zéro / Verdwijnpunt Nul, de Richard C. Sarafian
  - Satan, mon amour / Satan, mijn liefde, de Paul Wendkos
  - The Great Waltz, de Andrew L. Stone
  - Zeppelin, d'Étienne Périer (réalisateur)
- 1975 :
  - Le Vieux Fusil / Het Oud Geweer, de Robert Enrico
- 1984 :
  - Les Nuits de New York / New York Nights, de Romano Vanderbes